# Loïs Diony
Loïs Diony, född 20 december 1992, är en fransk fotbollsspelare som spelar för Angers.

## Karriär
Diony gjorde sin Ligue 2-debut för Nantes den 30 november 2012 i en 0–0-match mot Niort, där han blev inbytt i den 88:e minuten mot Adrien Trebel.
I juli 2017 värvades Diony av Saint-Étienne, där han skrev på ett fyraårskontrakt. Den 10 september 2020 värvades Diony av Angers, där han skrev på ett treårskontrakt.
Den 5 juli 2021 lånades Diony ut till serbiska Röda stjärnan Belgrad på ett säsongslån. I juni 2023 förlängde han sitt kontrakt i Angers med två år.